# Guillermo Azócar Caris
Guillermo Segundo Azócar Caris (Coronel, Chile, 19 de junio de 1946) es un exfutbolista chileno que jugó como defensa.

## Trayectoria
Oriundo de Coronel, comenzó su carrera defendiendo los colores de Lota Schwager en 1966, en lo que fue la primera campaña como equipo del fútbol profesional chileno. Formó parte del plantel que se coronó campeón de la entonces Segunda División en 1969, dirigido por Isaac Carrasco; sin embargo, desgastada su relación con la dirigencia del equipo, ficha con Huachipato en 1972.
Con el cuadro acerero juega por 4 temporadas, formando parte del plantel que se coronó como campeón del torneo de Primera División 1974, el primero del equipo de Talcahuano. Para 1976, fichó por Everton, en donde nuevamente obtuvo el campeonato nacional en 1976, además de un subcampeonato la temporada siguiente.
Para 1979 pasó a Naval, para en 1981 regresar a Lota Schwager, en donde pasó los últimos años de su carrera. Se retira del fútbol a fines de la temporada 1983.

## Selección nacional
Fue internacional con la Selección chilena, jugando 7 partidos entre 1972 y 1973. 
Debutó el 31 de mayo de 1972, siendo dirigido por Rudi Gutendorf en la derrota 3-4 ante Argentina por la Copa Carlos Dittborn. Luego, el defensa jugó los cuatro partidos en la Taça Independência de Brasil. Jugó por última vez en un partido internacional en julio de 1973, cuando entró como sustituto de Leonel Herrera en la victoria por 3-0 en la Copa Provoste ante Bolivia.

### Partidos internacionales
| Partidos internacionales | Partidos internacionales | Partidos internacionales            | Partidos internacionales | Partidos internacionales | Partidos internacionales | Partidos internacionales | Partidos internacionales | Partidos internacionales | Partidos internacionales  |
| N.º                      | Fecha                    | Estadio                             | Local                    | Resultado                | Visitante                | Goles                    | Asistencias              | DT                       | Competición               |
| ------------------------ | ------------------------ | ----------------------------------- | ------------------------ | ------------------------ | ------------------------ | ------------------------ | ------------------------ | ------------------------ | ------------------------- |
| 1                        | 31 de mayo de 1972       | Estadio Nacional, Santiago, Chile   | Chile                    | 3-4                      | Argentina                |                          |                          | Rudi Gutendorf           | Copa Carlos Dittborn 1972 |
| 2                        | 14 de junio de 1972      | Estadio João Machado, Natal, Brasil | Chile                    | 2-1                      | Ecuador                  |                          |                          | Rudi Gutendorf           | Taça Independência        |
| 3                        | 18 de junio de 1972      | Estadio de Arruda, Recife, Brasil   | Portugal                 | 4-1                      | Chile                    |                          |                          | Rudi Gutendorf           | Taça Independência        |
| 4                        | 21 de junio de 1972      | Estadio de Arruda, Recife, Brasil   | Irlanda                  | 1-2                      | Chile                    |                          |                          | Rudi Gutendorf           | Taça Independência        |
| 5                        | 25 de junio de 1972      | Estadio de Arruda, Recife, Brasil   | Chile                    | 2-1                      | Irán                     |                          |                          | Rudi Gutendorf           | Taça Independência        |
| 6                        | 16 de agosto de 1972     | Estadio Nacional, Santiago, Chile   | Chile                    | 0-2                      | México                   |                          |                          | Rudi Gutendorf           | Amistoso                  |
| 7                        | 24 de julio de 1975      | Estadio Nacional, Santiago, Chile   | Chile                    | 3-0                      | Bolivia                  |                          |                          | Rudi Gutendorf           | Copa Provoste 1973        |
| Total                    | Total                    | Total                               | Presencias               | 7                        | Goles                    | 0                        | 0                        |                          |                           |

| Selección chilena | Selección chilena | Selección chilena |
| Año               | Partidos          | Goles             |
| ----------------- | ----------------- | ----------------- |
| 1972              | 6                 | 0                 |
| 1973              | 1                 | 0                 |
| Total             | 7                 | 0                 |

## Clubes
| Club          | País  | Año       |
| ------------- | ----- | --------- |
| Lota Schwager | Chile | 1966-1971 |
| Huachipato    | Chile | 1972-1975 |
| Everton       | Chile | 1976-1978 |
| Naval         | Chile | 1979-1980 |
| Lota Schwager | Chile | 1981-1983 |

## Palmarés

### Campeonatos nacionales
| Título           | Equipo        | País  | Año  |
| ---------------- | ------------- | ----- | ---- |
| Primera B        | Lota Schwager | Chile | 1969 |
| Primera División | Huachipato    | Chile | 1974 |
| Primera División | Everton       | Chile | 1976 |

### Distinciones individuales
| Distinción                                                                                | Año  |
| ----------------------------------------------------------------------------------------- | ---- |
| Mejor futbolista profesional del año, según el Círculo de Periodistas Deportivos de Chile | 1977 |